# ハミルトン国際空港
ハミルトン国際空港（ハミルトンこくさいくうこう、英: Hamilton International Airport）は、ニュージーランドのワイカト地方にある国際空港である。

## 沿革
1935年頃から飛行場として使用されており、軍用機が中継場所として着陸することがあった。燃料補給、食料補給やパイロットの休息のために使用された。
第二次大戦後、観光用途で1950年に初めて民間航空機に使用された。1965年には主滑走路が舗装され、1988年には滑走路の延長が行なわれた。
2005年にはターミナルビルの拡張工事が開始され、2007年に完成した。

## 就航路線
| 航空会社                                      | 就航地                                                       | 種類 |
| --------------------------------------------- | ------------------------------------------------------------ | ---- |
| ニュージーランド航空 運航はエア・ネルソン     | クライストチャーチ、ウェリントン                             | 国内 |
| ニュージーランド航空 運航はEagle Airways      | オークランド、パーマストンノース                             | 国内 |
| ニュージーランド航空 運航はマウントクック航空 | クライストチャーチ、パーマストンノース、ウェリントン         | 国内 |
| サンエアー                                    | ギズボーン、ケリケリ、ナピエ、パーマストンノース、ワンガレイ | 国内 |
| ヴァージン・オーストラリア                    | ブリスベン                                                   | 国際 |